# لويس أنتونيو خيمينيز
لويس أنتونيو خيمينيز غارسيز (بالإسبانية: Luis Jiménez)‏، من مواليد 17 يونيو 1984 في سانتياغو دي تشيلي في تشيلي، لاعب كرة قدم تشيلي . وقد بدأ باللعب مع منتخب تشيلي لكرة القدم في عام 2004.
بدأ مسيرته الكروية مع نادي ديبورتيفو بالاستينو، ولعب معهم حتى عام 2002، وفي عام 2002 انتقل إلى نادي ترنانا الإيطالي، ولعب معهم حتى عام 2005، وشارك معهم في 88 مباراة وسجل 24 هدف، وفي عام 2006 انتقل إلى نادي فيورنتينا الإيطالي، لعب معهم 19 مباراة وسجل 3 أهداف، في عام 2006 عاد إلى نادي ترنانا الإيطالي، وأعير في عام 2007 إلى نادي لاتسيو الإيطالي وسجل هدفين من 16 مباراة لعبها. لكنه حط رحاله أخيرا عند بطل الدوري الإيطالي نادي إنتر ميلان صيف 2007. و لعب بعدها مع أندية ويست هام الإنجليزي و شيزينا و بارما الايطاليين و الأهلي و النصر الإماراتيين و العربي و الغرافة و قطر القطريين.
بما أنه ينحدر من أصول فلسطينية، نال خيمينيز الجنسية الفلسطينية في يونيو 2013.
كان أيضًا عضوًا في المنتخب التشيلي الوطني من 2004 إلى 2021 ، ولعب في كوبا أمريكا في 2004 و 2011.

## نادي الاتحاد
وقع مع نادي الاتحاد السعودي في صيف 2019 بطلب من المدرب خوسيه لويس سييرا .

## نادي لاتسيو
في 15 يناير 2007 ، وافق لاتسيو أخيرًا على انتقال خيمينيز مع الموسم الأول على سبيل الإعارة ، مقابل 311000 يورو وفي 27 يناير لعب أول مباراة له مع لاتسيو ضد باليرمو.

## روابط خارجية
- لويس أنطونيو خيمينيز على موقع الاتحاد الدولي (مؤرشف)  (الإنجليزية)
- لويس أنطونيو خيمينيز على موقع قاعدة بيانات كرة القدم.إي يو (الإنجليزية)
- لويس أنطونيو خيمينيز على موقع ناشيونال فوتبول تيمز (الإنجليزية)
- لويس أنطونيو خيمينيز على موقع Soccerbase.com (لاعب) (الإنجليزية)
- لويس أنطونيو خيمينيز على موقع Soccerway.com (الإنجليزية)
- لويس أنطونيو خيمينيز على موقع عالم كرة القدم.نت (الإنجليزية)